# Urzhar
Urzhar là thị xã nhỏ tọa lạc tại thung lũng sông Urzhar và là trung tâm hành chính của huyện Urzhar, tỉnh Đông Kazakhstan, phía Đông Cộng hòa Kazakhstan.

## Khí hậu
| Dữ liệu khí hậu của Urzhar (1991–2020)   | Dữ liệu khí hậu của Urzhar (1991–2020) | Dữ liệu khí hậu của Urzhar (1991–2020) | Dữ liệu khí hậu của Urzhar (1991–2020) | Dữ liệu khí hậu của Urzhar (1991–2020) | Dữ liệu khí hậu của Urzhar (1991–2020) | Dữ liệu khí hậu của Urzhar (1991–2020) | Dữ liệu khí hậu của Urzhar (1991–2020) | Dữ liệu khí hậu của Urzhar (1991–2020) | Dữ liệu khí hậu của Urzhar (1991–2020) | Dữ liệu khí hậu của Urzhar (1991–2020) | Dữ liệu khí hậu của Urzhar (1991–2020) | Dữ liệu khí hậu của Urzhar (1991–2020) | Dữ liệu khí hậu của Urzhar (1991–2020) |
| Tháng                                    | 1                                      | 2                                      | 3                                      | 4                                      | 5                                      | 6                                      | 7                                      | 8                                      | 9                                      | 10                                     | 11                                     | 12                                     | Năm                                    |
| ---------------------------------------- | -------------------------------------- | -------------------------------------- | -------------------------------------- | -------------------------------------- | -------------------------------------- | -------------------------------------- | -------------------------------------- | -------------------------------------- | -------------------------------------- | -------------------------------------- | -------------------------------------- | -------------------------------------- | -------------------------------------- |
| Trung bình ngày tối đa °C (°F)           | −7.3 (18.9)                            | −3.2 (26.2)                            | 3.8 (38.8)                             | 16.7 (62.1)                            | 23.1 (73.6)                            | 28.1 (82.6)                            | 30.3 (86.5)                            | 29.6 (85.3)                            | 23.7 (74.7)                            | 15.4 (59.7)                            | 4.5 (40.1)                             | −4.4 (24.1)                            | 13.4 (56.1)                            |
| Trung bình ngày °C (°F)                  | −15.0 (5.0)                            | −11.7 (10.9)                           | −3.1 (26.4)                            | 9.5 (49.1)                             | 15.6 (60.1)                            | 20.5 (68.9)                            | 22.4 (72.3)                            | 21.0 (69.8)                            | 14.7 (58.5)                            | 6.8 (44.2)                             | −2.6 (27.3)                            | −11.5 (11.3)                           | 5.5 (41.9)                             |
| Tối thiểu trung bình ngày °C (°F)        | −21.6 (−6.9)                           | −19.0 (−2.2)                           | −9.5 (14.9)                            | 1.9 (35.4)                             | 7.3 (45.1)                             | 12.1 (53.8)                            | 13.8 (56.8)                            | 11.3 (52.3)                            | 5.2 (41.4)                             | −0.6 (30.9)                            | −8.3 (17.1)                            | −17.8 (0.0)                            | −2.1 (28.2)                            |
| Lượng Giáng thủy trung bình mm (inches)  | 46.4 (1.83)                            | 36.8 (1.45)                            | 30.4 (1.20)                            | 33.9 (1.33)                            | 36.2 (1.43)                            | 32.1 (1.26)                            | 32.0 (1.26)                            | 22.8 (0.90)                            | 19.8 (0.78)                            | 37.1 (1.46)                            | 65.4 (2.57)                            | 59.7 (2.35)                            | 452.6 (17.82)                          |
| Số ngày giáng thủy trung bình (≥ 1.0 mm) | 7.7                                    | 6.3                                    | 5.9                                    | 5.7                                    | 5.2                                    | 5.3                                    | 5.9                                    | 3.5                                    | 3.4                                    | 5.7                                    | 8.5                                    | 9.1                                    | 72.2                                   |
| Nguồn: NOAA                              |                                        |                                        |                                        |                                        |                                        |                                        |                                        |                                        |                                        |                                        |                                        |                                        |                                        |

## Những nhân vật tiêu biểu
- Almat Kebispayev (sinh 1987) - Kazakh wrestler, winner of the world championships, champion of Asia.
- Dias Keneshev (sinh 1981) - Kazakh biathlete, champion of the Asian Games - 2011
- Oksana Yatskaya (sinh 1988) - Kazakh cross country skier, competitor at four Olympic Games, seven times champion of the Asian Games, Universiade medalist.

1. ↑  "World Meteorological Organization Climate Normals for 1991-2020 — Urzhar". National Oceanic and Atmospheric Administration. Truy cập ngày 19 tháng 1 năm 2024.